# 加馬列亞岩
加馬列亞岩（英語：Gamaleya Rock）是南極洲的岩層，位於毛德皇后地的阿斯特里德公主海岸，處於斯米諾夫峰東南面4公里，根據德國探險隊拍攝的空中照片被繪入地圖，現時由南極條約體系管理。